# Рачи (Амурская область)
Рачи́ — станция (населённый пункт) в Архаринском районе Амурской области, входит в Урильский сельсовет.
Название произошло от одноимённой горной реки.
Основана в 1912 г. вблизи ключа Рачи. Название с эвенкийского: орочи — оленный чел, орачи — передняя часть туловища оленя. Видимо, здесь эвенки охотились и разделывали убитых оленей.

## География
Станция Рачи находится на Транссибе, к югу от автотрассы «Амур» (расстояние — около 7 км).
Дорога к станции Рачи идёт на восток от районного центра Архара по автотрассе «Амур», расстояние до Архары — около 40 км.
Административный центр Урильского сельсовета село Урил находится в 10 км к востоку (по автодорогам — около 18 км).

## Население
| 2002 | 2010 | 2012 | 2013 | 2014 | 2015 | 2016 |
| ---- | ---- | ---- | ---- | ---- | ---- | ---- |
| 95   | ↘15  | ↘8   | ↘6   | ↘3   | ↘1   | →1   |
| 2017 | 2018 |      |      |      |      |      |
| →1   | →1   |      |      |      |      |      |

## Инфраструктура
- Станция Рачи Дальневосточной железной дороги, расположена в 30 км в восточном направлении от станции Архара.
- На перегоне Рачи — Урил построен Рачинский тоннель (см. Хинганские тоннели).